# ماده حاجب پرتونگاری

ساختار مولکولی iopamidol، که یک مادهٔ حاجب پرتو ایکس است.

مادهٔ حاجب پرتونگاری یا مادهٔ کنتراست‌زای پرتونگاری (به انگلیسی: Radiocontrast agent) گونه‌ای از مادهٔ حاجب پزشکی است که برای افزایش کنتراست در پرتونگاری در پزشکی و فیزیک پزشکی به‌کار می‌رود. در تصویربرداری پزشکی از دستگاه گوارش مادهٔ حاجب معمولاً باریم سولفات است.
گاهی از این مواد برای ایجاد تفکیک بصری دستگاه گردش خون از طریق آنژیوگرافی (به انگلیسی: Blood pool imaging) استفاده می‌شود.

## در سی‌تی اسکن
در سی‌تی اسکن این مواد غالباً از ترکیبات یُددار محلول در آب خوراکی (گاستروگافین) و تزریقی (اروگرافین و امنیپاک) بهره می‌برند.

## در پیلوگرام داخل وریدی
در پیلوگرام داخل وریدی این مواد غالباً از ترکیبات یددار محلول در آب تزریقی (مانند یدیکسانول) و تزریقی (اروگرافین و امنیپاک) بهره می‌برند.

## ورود مواد حاجب به بدن
مواد حاجب به‌طور دائمی رنگ اندام‌های داخلی را تغییر نمی‌دهند، بلکه به‌طور موقتی نحوهٔ تعامل پرتو ایکس یا سایر ابزارهای تصویربرداری را در برخورد با بدن تغییر می‌دهند.
مواد حاجب از سه راه عمده وارد بدن می‌شوند:
1. بلعیدن (به‌صورت خوراکی از طریق دهان)
2. تزریق وریدی (تزریق به داخل شریان‌های بدن)
3. انما یا تنقیه (از طریق مقعد)

در برخی موارد نیز تزریق مواد حاجب به‌صورت موضعی به داخل مفصل و نخاع انجام می‌گیرد که کمتر شایع است. به‌طورکلی منع مصرفی برای این مواد وجود ندارد و پس از تصویربرداری، این مواد یا جذب بدن می‌شوند یا از طریق ادرار و مدفوع، از بدن خارج می‌شوند.